# Birdman (phim)
Birdman or (The Unexpected Virtue of Ignorance) (tạm dịch: Điểu Nhân hay đức hạnh không ngờ của sự ngu ngơ) là một bộ phim hài kịch đen Mỹ 2014, đồng biên kịch, sản xuất và đạo diễn bởi Alejandro González Iñárritu. Nhân vật chính do Michael Keaton thủ vai với Zach Galifianakis, Edward Norton, Andrea Riseborough, Amy Ryan, Emma Stone, và Naomi Watts.
Birdman khắc hoạ hình ảnh của một ngôi sao hết thời có tên Riggan Thomson, người đang cố gắng tìm lại ánh hào quang cũ qua công việc đạo diễn kiêm diễn viên chính của vở kịch What We Talk About When We Talk About Love tại rạp St. James của sân khấu Broadway lừng danh.
Birdman là bộ phim mở màn Liên hoan phim Quốc tế Venice lần thứ 71, nơi nó được công chiếu vào ngày 27 tháng 8 năm 2014 trong cuộc cạnh tranh giải Sư tử vàng. Nó nhận được một bản phát hành sân khấu hạn chế tại Hoa Kỳ vào ngày 17 tháng 10 năm 2014 và phát hành rộng rãi vào ngày 14 tháng 11, phân phối bởi Fox Searchlight Pictures.
Tại lễ trao giải Oscar năm 2015, 9 đề cử dành cho phim này, gồm: Phim hay nhất, Nam diễn viên chính xuất sắc nhất (Michael Keaton), Nam diễn viên phụ xuất sắc nhất (Edward Norton), Nữ diễn viên phụ xuất sắc nhất (Emma Stone), Quay phim xuất sắc nhất (Emmanuel Lubezki), Đạo diễn xuất sắc nhất (Alejandro G. Iñárritu), Dàn dựng âm thanh xuất sắc nhất (Martín Hernández và Aaron Glascock), Hòa âm hay nhất (Jon Taylor, Frank A. Montaño và Thomas Varga) và Kịch bản gốc xuất sắc (Alejandro G. Iñárritu, Nicolás Giacobone, Alexander Dinelaris, Jr. & Armando Bo). Phim đã giành được 4 giải: Phim hay nhất, Đạo diễn xuất sắc, Kịch bản gốc xuất sắc, và Quay phim xuất sắc.

## Nội dung
Phim xoay quanh một diễn viên đã từng rất thành công trong quá khứ với vai siêu anh hùng Birdman, ông cố gắng cứu vớt sự nghiệp của mình bằng cách tự làm biên kịch, đạo diễn và đóng vai chính trong vở kịch của mình trên sân khấu Broadway, trong khi ông vẫn luôn bị ám ảnh bởi nhân vật Birdman ngày nào. Bộ phim có những cảnh cắt và chuyển cảnh liên tục, cùng với nhạc nền là tiếng trống dồn dập, hỗn loạn đan xen như chính cuộc đời của những nhân vật trong phim. Phim còn có sự tham gia diễn xuất của các ngôi sao Emma Stone, Amy Ryan và Naomi Watts...